# Gross Düssi
Il Gross Düssi (3.256 m s.l.m. - detto anche più semplicemente Düssi oppure Piz Git) è una montagna delle Alpi Glaronesi.

## Descrizione
Si trova tra il Canton Uri ed il Canton Grigioni in Svizzera. Il monte viene chiamato Gross Düssi per distinguerlo dal Chli Düssi (3.127 m), vetta secondaria situata appena a sud. La montagna si trova tra la Maderanertal, valle del Canton Uri ad occidente, e la Val Russein nel Canton Grigioni ad oriente.